# ホワイトナルビー
ホワイトナルビーとは、日本の競走馬、繁殖牝馬である。1980年代後半に第2次競馬ブームを巻き起こしたオグリキャップ、1994年の桜花賞優勝馬オグリローマンなどの母として知られる。1996年NARグランプリ特別表彰馬。主な勝ち鞍は春駒特別(地方競馬)。

## 生涯
1974年、北海道浦河町のパール牧場に生まれる。人間に触れられることを極端に嫌う性格であったという。その後、東海地区で競走馬を所有していた馬主の小栗孝一が、笠松競馬調教師の鷲見昌勇より購入を打診され、600万円で購入。これは当時の地方競馬所属の競走馬としては高額の購入額とされ、当初、競走馬引退後に繁殖牝馬としてパール牧場に預ける条件で400万円を支払ったが、のちに200万円を上乗せして条件を解除したものであった。
1975年に鷲見のもとに入厩。笠松競馬場所属の競走馬となり、デビュー以降4勝を挙げたが、1977年7月に膝を故障し競走馬を引退、繁殖牝馬となった。しかし、引退までの3戦で3連勝を記録した。

### 繁殖牝馬として
以後は北海道三石町の稲葉牧場に繋養される。ここに預託された経緯は、同場が生産した笠松所属の競走馬ダイタクチカラの活躍を目にした鷲見が牧場を訪れた際、牧場主の息子である稲葉裕治が繁殖牝馬の預託を願い出たことによる。母としては、中央競馬のGI競走を4勝し、第2次競馬ブームを巻き起こしたオグリキャップ、桜花賞優勝馬オグリローマンをはじめ、地方競馬・中央競馬を問わず多数の活躍馬を輩出。競走馬となった15頭の産駒はオグリメーカーとオグリビート以外はすべて違う父親で勝ち上がり、その総勝利数は133という驚異的な繁殖成績を残した。中央未出走の繁殖牝馬としては当時としては考えられないような繁殖成績であった。初産駒以降の2頭目より14年連続で受胎・出産しており、この母体の安定感も繁殖成績と無関係ではない。この功績により、1996年には地方競馬全国協会 (NAR) より特別表彰を受けている。
2001年に死亡。孫世代以降からは中央競馬の活躍馬こそ出ていないが、第8子オグリロードの産駒オグリダンディが川崎の全日本3歳優駿を、オグリローマンの産駒オグリホットが岩手のウイナーカップを、オグリビートの孫オグリタイムが水沢の南部駒賞をそれぞれ制している。2020年代に入ってからも、オグリローマンの曾孫のグラインドアウトが佐賀の花吹雪賞を制するなど、地方で牝系子孫の活躍が続いている。

## 産駒成績
※戦績欄の内容については、とくに記載のないものは地方競馬でのものである。
|        | 生年   | 馬名               | 性 | 父                     | 戦績                         |
| ------ | ------ | ------------------ | -- | ---------------------- | ---------------------------- |
| 第1子  | 1979年 | オグリトラック     | 牡 | サウンドトラック       | 57戦13勝                     |
| 第2子  | 1981年 | オグリシルバー     | 牝 | トランスアランティック | 74戦5勝                      |
| 第3子  | 1982年 | オグリイチバン     | 牡 | ダンサーズイメージ     | 71戦8勝                      |
| 第4子  | 1983年 | オグリシャーク     | 牝 | ウィロウィック         | 55戦15勝                     |
| 第5子  | 1984年 | オグリドン         | 牝 | ドン                   | 12戦1勝                      |
| 第6子  | 1985年 | オグリキャップ     | 牡 | ダンシングキャップ     | 32戦22勝（うち中央20戦12勝） |
| 第7子  | 1986年 | オグリメーカー     | 牡 | フェートメーカー       | 18戦2勝                      |
| 第8子  | 1987年 | オグリロード       | 牝 | ロードオブザダンス     | 21戦4勝                      |
| 第9子  | 1988年 | オグリビート       | 牝 | フェートメーカー       | 41戦10勝                     |
| 第10子 | 1989年 | オグリホワイト     | 牝 | サンシャインボーイ     | 30戦15勝（うち中央2戦0勝）   |
| 第11子 | 1990年 | オグリトウショウ   | 牡 | トウショウボーイ       | 30戦7勝（うち中央5戦0勝）    |
| 第12子 | 1991年 | オグリローマン     | 牝 | ブレイヴェストローマン | 15戦7勝（うち中央8戦1勝）    |
| 第13子 | 1992年 | オグリルション     | 牡 | ルション               | 29戦5勝                      |
| 第14子 | 1993年 | オグリシャダイ     | 牝 | リアルシャダイ         | 48戦8勝（うち中央15戦1勝）   |
| 第15子 | 1994年 | オグリプロテクター | 牡 | ヘクタープロテクター   | 33戦11勝                     |

### 産駒のおもな優勝競走
- オグリキャップ（有馬記念2回、マイルチャンピオンシップ、安田記念など中央重賞12勝）
- オグリローマン（桜花賞、ジュニアグランプリ[注 2]、ゴールドウィング賞[注 2]、ジュニアクラウン[注 2]）
- オグリホワイト（ジュニアグランプリ）
- オグリシャダイ（サラ・クイーン特別[注 2]）

## 血統表
| ホワイトナルビーの血統                               | ホワイトナルビーの血統                                | ホワイトナルビーの血統                        | （血統表の出典）                              | （血統表の出典） |
| 父系                                                 | マンノウォー系                                        | マンノウォー系                                | マンノウォー系                                | [ § 2 ]          |
| 父 *シルバーシャーク Silver Shark 1963 芦毛 アメリカ | 父の父ビュイッソンアルダン 1953 鹿毛 フランス         | Relic                                         | War Relic                                     | War Relic        |
| 父 *シルバーシャーク Silver Shark 1963 芦毛 アメリカ | 父の父ビュイッソンアルダン 1953 鹿毛 フランス         | Relic                                         | Bridal Colors                                 |                  |
| 父 *シルバーシャーク Silver Shark 1963 芦毛 アメリカ | 父の父ビュイッソンアルダン 1953 鹿毛 フランス         | Bridal Colors                                 | フェロッシャー                                | フェロッシャー   |
| 父 *シルバーシャーク Silver Shark 1963 芦毛 アメリカ | 父の父ビュイッソンアルダン 1953 鹿毛 フランス         | Bridal Colors                                 | Rocklyn                                       |                  |
| 父 *シルバーシャーク Silver Shark 1963 芦毛 アメリカ | 父の母Palsaka 1954 芦毛 イギリス                      | Palestine                                     | Fair Trial                                    | Fair Trial       |
| 父 *シルバーシャーク Silver Shark 1963 芦毛 アメリカ | 父の母Palsaka 1954 芦毛 イギリス                      | Palestine                                     | Una                                           |                  |
| 父 *シルバーシャーク Silver Shark 1963 芦毛 アメリカ | 父の母Palsaka 1954 芦毛 イギリス                      | Masaka                                        | Nearco                                        | Nearco           |
| 父 *シルバーシャーク Silver Shark 1963 芦毛 アメリカ | 父の母Palsaka 1954 芦毛 イギリス                      | Masaka                                        | Majideh                                       |                  |
| 母 ネヴァーナルビー 1969 黒鹿毛 日本                 | 母の父*ネヴァービート Never Beat 1969 栃栗毛 イギリス | Never Say Die                                 | Nasrullah                                     | Nasrullah        |
| 母 ネヴァーナルビー 1969 黒鹿毛 日本                 | 母の父*ネヴァービート Never Beat 1969 栃栗毛 イギリス | Never Say Die                                 | Singing Grass                                 |                  |
| 母 ネヴァーナルビー 1969 黒鹿毛 日本                 | 母の父*ネヴァービート Never Beat 1969 栃栗毛 イギリス | Bride Elect                                   | Big Game                                      | Big Game         |
| 母 ネヴァーナルビー 1969 黒鹿毛 日本                 | 母の父*ネヴァービート Never Beat 1969 栃栗毛 イギリス | Bride Elect                                   | Netherton Maid                                |                  |
| 母 ネヴァーナルビー 1969 黒鹿毛 日本                 | 母の母センジュウ 1963 黒鹿毛 日本                     | *ガーサント Guersant                          | Bubbles                                       | Bubbles          |
| 母 ネヴァーナルビー 1969 黒鹿毛 日本                 | 母の母センジュウ 1963 黒鹿毛 日本                     | *ガーサント Guersant                          | Montagnana                                    |                  |
| 母 ネヴァーナルビー 1969 黒鹿毛 日本                 | 母の母センジュウ 1963 黒鹿毛 日本                     | スターナルビー                                | *ハロウェー                                   | *ハロウェー      |
| 母 ネヴァーナルビー 1969 黒鹿毛 日本                 | 母の母センジュウ 1963 黒鹿毛 日本                     | スターナルビー                                | クインナルビー                                |                  |
| 母系(F-No.)                                          | (FN:7-d)                                              | (FN:7-d)                                      | (FN:7-d)                                      | [ § 3 ]          |
| 5代内の近親交配                                      | Nearco 4×5×5、Pharos 5×5（父内）、Fairway 5×5         | Nearco 4×5×5、Pharos 5×5（父内）、Fairway 5×5 | Nearco 4×5×5、Pharos 5×5（父内）、Fairway 5×5 | [ § 4 ]          |
| 出典                                                 | 1. 2. 3. 4.                                           | 1. 2. 3. 4.                                   | 1. 2. 3. 4.                                   | 1. 2. 3. 4.      |

父は1966年のフランス最優秀マイラー。種牡馬、特にブルードメアサイアーとして活躍した。4代母クインナルビーは1953年秋の天皇賞優勝馬。同馬の子孫には本馬の一族のほか、キョウエイマーチ、アンドレアモン、マルシュロレーヌ、ナミュールなどがいる。